# Lech II

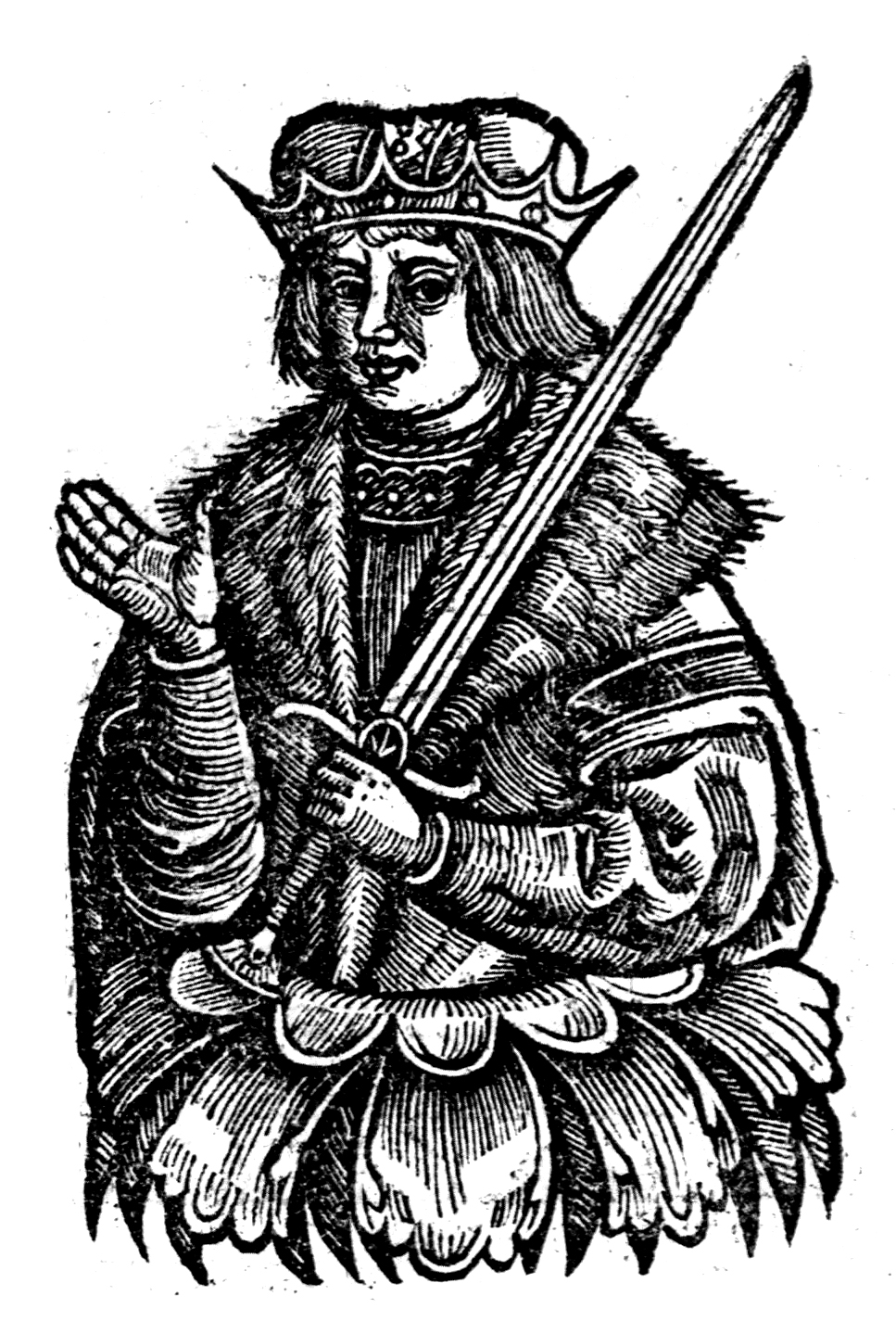
Lech II

Lech II fue un gobernante legendario de Polonia mencionado por el cronista del siglo XV Jan Długosz. Era hijo del supuesto fundador de la ciudad de Cracovia, Krakus I, y era hermano de Krakus II.